# 수잔나 포스터

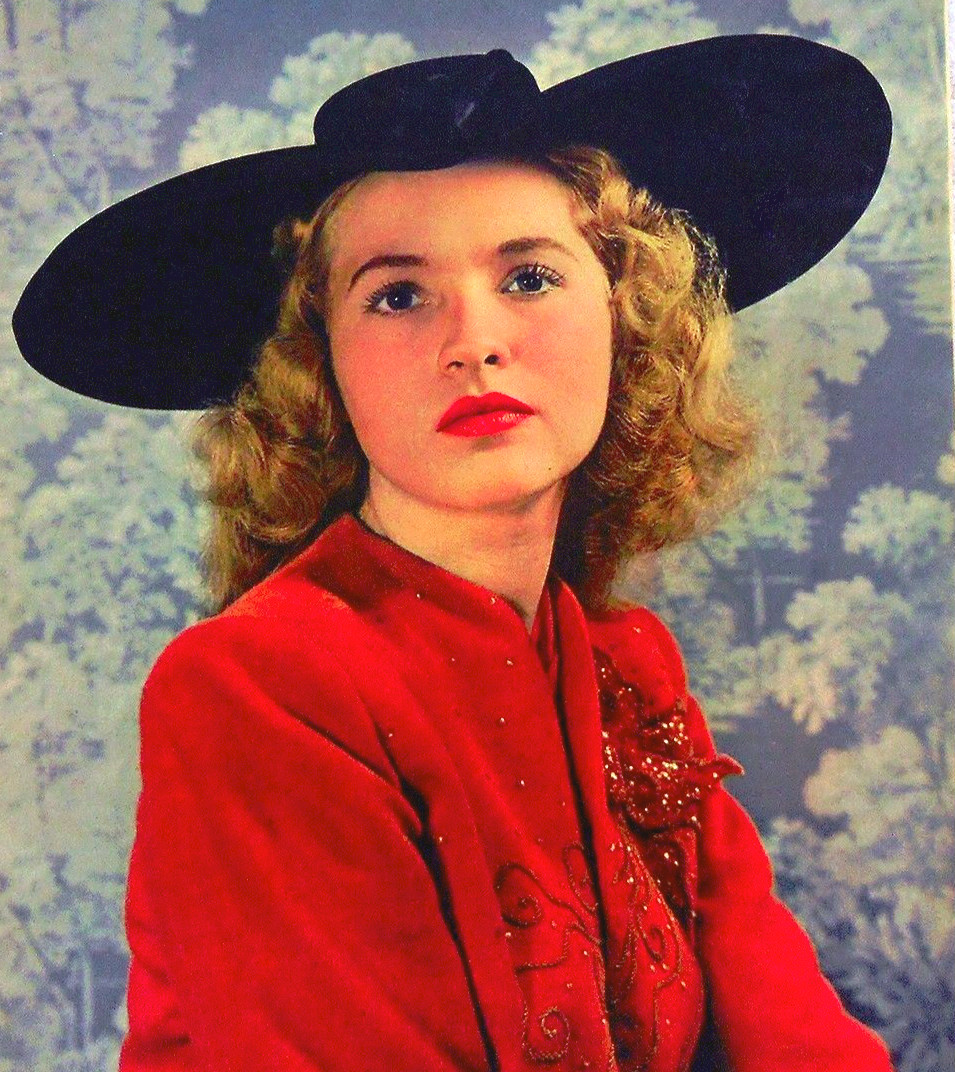

수잔나 포스터(Susanna Foster, 1924년 12월 6일 ~ 2009년 1월 17일)는 미국의 배우, 가수, 영화배우이다.
시카고에서 태어났다.

## 영화
- 폴로우 더 보이즈 (1944년)
- 오페라의 유령 (1943년)
- 스타 스팽글드 리듬 (1942년)
- 위대한 빅터 허버트 (1939년)